# Гачиште
Гачиште (хорв. Gaćište) — населений пункт у Хорватії, у Вировитицько-Подравській жупанії у складі громади Сухополє.

## Населення
Населення за даними перепису 2011 року становило 221 осіб.
Динаміка чисельності населення поселення:

## Клімат
Середня річна температура становить 11,46 °C, середня максимальна – 26,32 °C, а середня мінімальна – -5,70 °C. Середня річна кількість опадів – 743 мм.
| Клімат поселення                              | Клімат поселення | Клімат поселення | Клімат поселення | Клімат поселення | Клімат поселення | Клімат поселення | Клімат поселення | Клімат поселення | Клімат поселення | Клімат поселення | Клімат поселення | Клімат поселення | Клімат поселення |
| Показник                                      | Січ.             | Лют.             | Бер.             | Квіт.            | Трав.            | Черв.            | Лип.             | Серп.            | Вер.             | Жовт.            | Лист.            | Груд.            |                  |
| Середній максимум, °C                         | 6,10             | 8,23             | 12,91            | 17,45            | 22,76            | 26,32            | 25,50            | 24,91            | 20,38            | 15,28            | 9,64             | 5,07             |                  |
| Середня температура, °C                       | 0,20             | 2,30             | 7,00             | 11,54            | 16,86            | 20,39            | 21,89            | 21,30            | 16,79            | 11,69            | 6,01             | 1,48             |                  |
| Середній мінімум, °C                          | −5,7             | −3,58            | 1,10             | 5,63             | 10,94            | 14,48            | 18,28            | 17,68            | 13,20            | 8,08             | 2,41             | −2,1             |                  |
| Норма опадів, мм                              | 44               | 39               | 46               | 58               | 72               | 88               | 70               | 74               | 62               | 63               | 72               | 55               |                  |
| Середньомісячна швидкість вітру, м/с          | 2.20             | 2.50             | 2.80             | 2.70             | 2.40             | 2.20             | 2.10             | 1.90             | 2.00             | 2.00             | 2.20             | 2.25             |                  |
| Середньомісячна сонячна радіація, кДж/м²·день | 4114             | 6874             | 10738            | 15281            | 19328            | 21520            | 22296            | 19832            | 14632            | 8994             | 4626             | 3418             |                  |
| --------------------------------------------- | ---------------- | ---------------- | ---------------- | ---------------- | ---------------- | ---------------- | ---------------- | ---------------- | ---------------- | ---------------- | ---------------- | ---------------- | ---------------- |
| Джерело:                                      |                  |                  |                  |                  |                  |                  |                  |                  |                  |                  |                  |                  |                  |